# Costică Donose
Costică Donose (n. 22 decembrie 1952, Tecuci, Galați, România) este un fost fotbalist care a jucat ca mijlocaș central. După ce și-a încheiat cariera de jucător, a lucrat ca manager în ligile inferioare din România. În 2003, Donose a primit titlul de Cetățean de Onoare al Craiovei.

## Onoruri
Chimia Râmnicu Vâlcea
- Divizia B: 1973–74[1][8]
- Cupa României: 1972–73[1][8]

Universitatea Craiova
- Divizia A: 1979–80, 1980–81[1][8]
- Cupa României: 1976–77, 1977–78, 1980–81, 1982–83[1][8]